# Vossevangen
Vossevangen este o localitate din comuna Voss, provincia Hordaland, Norvegia, cu o suprafață de 3,84 km² și o populație de 6.053 locuitori (2013).